# Cobalt(III)-hydroxid
Cobalt(III)-hydroxid ist eine anorganische chemische Verbindung des Cobalts aus der Gruppe der Hydroxide.

## Gewinnung und Darstellung
Cobalt(III)-hydroxid fällt als brauner Niederschlag beim Versetzen von Cobalt(III)-Salzlösungen mit Laugen aus.

## Eigenschaften
Cobalt(III)-hydroxid ist ein brauner Feststoff, der unlöslich in Wasser und löslich in Säuren ist. Es kommt auch als braunes oder lilafarbenes Trihydrat vor, das unlöslich in Wasser und Alkohol aber löslich in konzentrierten Säuren ist. Es verliert Kristallwasser bei 100 °C. Unter besonderen Bedingungen kann die Verbindung bei 150 °C über Cobalthydroxidoxid zu Cobalt(III)-oxid entwässern.

## Verwendung
Cobalt(III)-hydroxid-trihydrat kann als Katalysator verwendet werden.